# 발터 기제킹

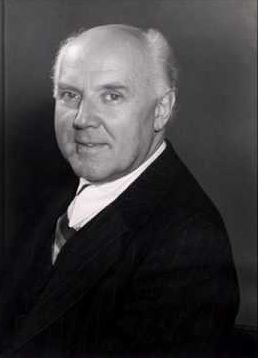

발터 기제킹 (Walter Gieseking, 1895년 ~ 1956년)은 독일의 '신즉물주의(新卽物主義)'적 해석가로서, 20세기 전반의 피아노 연주계에 새로운 양식을 가져다준 피아니스트이다.

## 생애
프랑스의 리옹에서 태어났으며, 독일과 프랑스의 혼혈아다. 1911년 독일로 옮겨가 하노버 음악원에서 라이머 교수에게서 가르침을 받았다. 1931년에는 은사 라이머 교수와의 공저로 <현대 피아노 연주법>을 공표하고, 피아노 주법상 새로운 방법을 제창하였다. 그는 제1차 세계 대전 후 피아니스트로서 데뷔했고, 특히 독일인이면서 드뷔시, 라벨의 곡을 잘 연주하여 성공하였다. 그러나 중년 이후는 점차 독일 고전에 뛰어난 해석을 하게 되었다. 모차르트의 작품에서 세련된 표현을 나타낼 수 있었는데, 만년에는 베토벤 및 바흐의 작품에서마저 뛰어난 해석을 하였다. 그의 연주는 기교적인 면이 있으며 또한 낭만주의적인 폐풍도 있었다. 이 점은 주관의 과잉에 의한 악곡의 왜곡을 극력 피하며, 순정적이고 단적인 표현을 주고자 한 데 있다. 드뷔시의 작품에서, 특히 라벨의 피아노곡에서 뛰어난 연주를 하였다.